# Біла дошка (програмний засіб)
«Бі́ла до́шка» (англ. Whiteboarding — дослівно малювання на білій дошці) — засіб розміщення спільно використовуваних файлів на екрані «спільної записної книжки» або «білій дошці». Подібне програмне забезпечення має активний  для відеоконференцій і дата-конференцій часто включає засоби, які дозволяють користувачеві робити відмітки на електронній дошці приблизно так, як він зробив би це на звичайній настінній дошці.
Головна властивість цього типу застосунків — дозволити більш ніж одній людині одночасно працювати над зображенням, з синхронізацією двох версій одна з одною майже в реальному масштабі часу.
Біла дошка була вперше включена на початку 1996 в засіб CoolTalk в Netscape Navigator 3.0. Підтримувалася в Microsoft NetMeeting.